# أوستين كلارك (شاعر)
أوستين كلارك (بالإنجليزية: Austin Clarke)‏ هو مؤلف وكاتب وشاعر أيرلندي، ولد في 9 مايو 1896 في دبلن في جمهورية أيرلندا، وتوفي في 19 مارس 1974.

## وصلات خارجية
- أوستين كلارك على موقع الموسوعة البريطانية (الإنجليزية)